# Эллзи, Джейк
Джон Кевин «Джейк» Эллзи (англ. John Kevin "Jake" Ellzey, род. 24 января 1970, Амарилло, Техас) — американский политик, представляющий Республиканскую партию. Член Палаты представителей США от 6-го избирательного округа Техаса с 30 июля 2021 года.

## Биография
Родился в Амарилло, вырос в Перритоне. Окончил Военно-морскую академию США (1992). На протяжении 20 лет служил в ВМС США, после выхода в отставку работал в гражданской авиации.
В 2018 году был кандидатом в Палату представителей США по шестому округу Техаса, на внутрипартийных выборах республиканцев занял второе место после Рона Райта. В 2020 году победил на выборах в Палату представителей Техаса в десятом округе, вступил в должность 12 января 2021 года.
26 февраля 2021 года Эллзи объявил об участии в довыборах в Палату представителей США по шестому округу Техаса, объявленных после смерти 7 февраля действующего конгрессмена Рона Райта. На беспартийных праймериз занял второе место после вдовы Райта Сьюзан, которую поддерживал бывший президент Дональд Трамп. Во втором туре Эллзи одержал победу, получив 53 % голосов избирателей.